# Wilkes County (Georgia)
Das Wilkes County ist ein County im Bundesstaat Georgia der Vereinigten Staaten. Der Verwaltungssitz (County Seat) ist Washington.

## Geographie
Das County liegt im Nordosten von Georgia, ist im Nordosten etwa zehn Kilometer von South Carolina entfernt und hat eine Fläche von 1228 Quadratkilometern, wovon sieben Quadratkilometer Wasseroberfläche sind, und grenzt im Uhrzeigersinn an folgende Countys: Lincoln County, McDuffie County, Warren County, Taliaferro County, Oglethorpe County und Elbert County.

## Geschichte
Wilkes County wurde am 25. Februar 1784 (andere Stelle 1777) als 8. County von Georgia und als Original County gebildet. Benannt wurde es nach John Wilkes, einem britischen Parlamentarier, der sich für die neuen Kolonien einsetzte.

## Demografische Daten

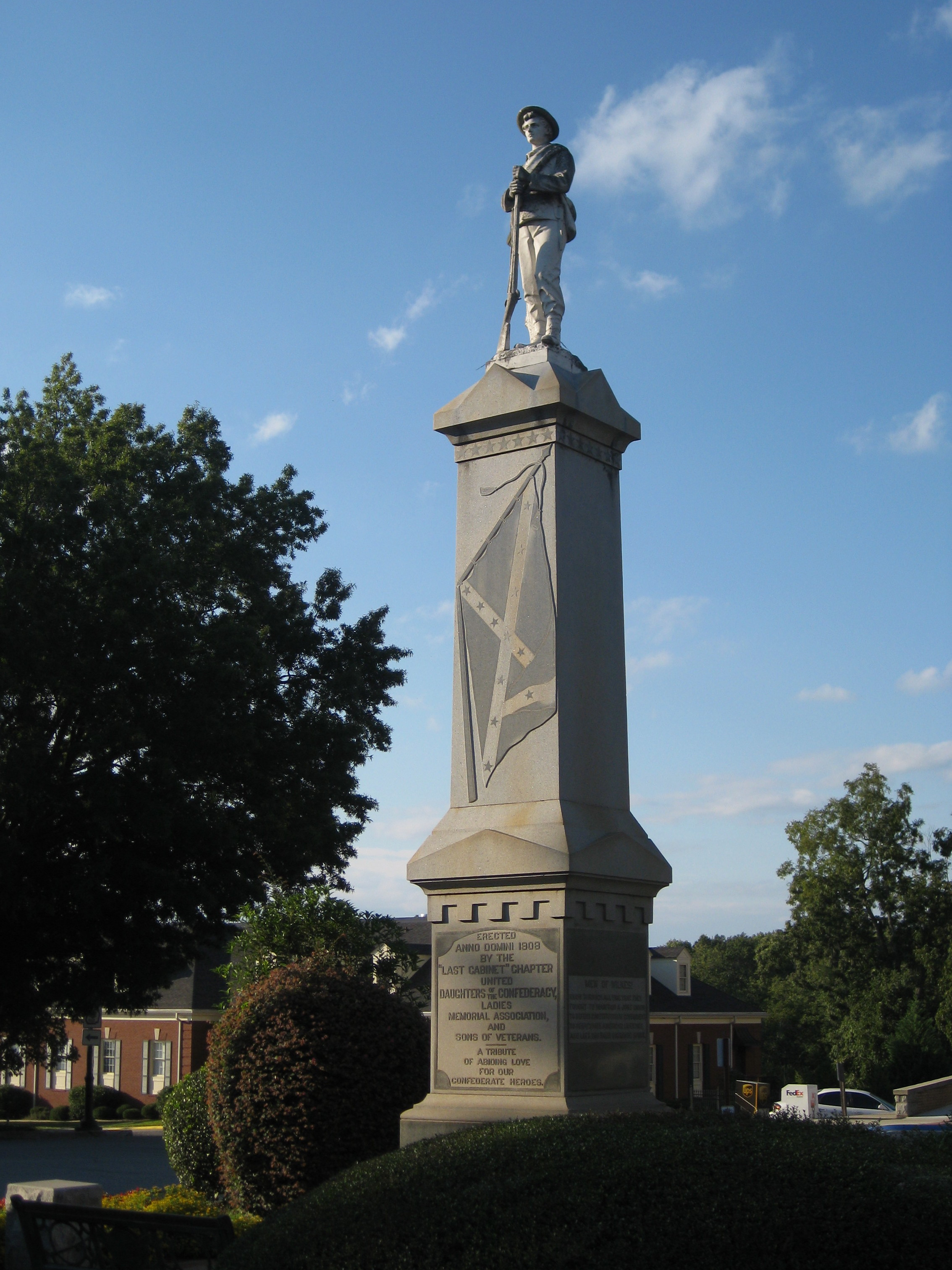
Monument zum Gedenken der Helden der Konföderierten

Laut der Volkszählung von 2010 verteilten sich die damaligen 10.593 Einwohner auf 4.263 bewohnte Haushalte, was einen Schnitt von 2,40 Personen pro Haushalt ergibt. Insgesamt bestehen 5.158 Haushalte.
66,6 % der Haushalte waren Familienhaushalte (bestehend aus verheirateten Paaren mit oder ohne Nachkommen bzw. einem Elternteil mit Nachkomme) mit einer durchschnittlichen Größe von 2,96 Personen. In 30,0 % aller Haushalte lebten Kinder unter 18 Jahren sowie in 34,7 % aller Haushalte Personen mit mindestens 65 Jahren.
24,5 % der Bevölkerung waren jünger als 20 Jahre, 21,2 % waren 20 bis 39 Jahre alt, 28,6 % waren 40 bis 59 Jahre alt und 25,7 % waren mindestens 60 Jahre alt. Das mittlere Alter betrug 43 Jahre. 48,8 % der Bevölkerung waren männlich und 51,2 % weiblich.
53,0 % der Bevölkerung bezeichneten sich als Weiße, 42,8 % als Afroamerikaner, 0,2 % als Indianer und 0,5 % als Asian Americans. 2,0 % gaben die Angehörigkeit zu einer anderen Ethnie und 1,5 % zu mehreren Ethnien an. 3,4 % der Bevölkerung bestand aus Hispanics oder Latinos.
Das durchschnittliche Jahreseinkommen pro Haushalt lag bei 33.462 USD, dabei lebten 26,7 % der Bevölkerung unter der Armutsgrenze.

## Orte im Wilkes County
Orte im Wilkes County mit Einwohnerzahlen der Volkszählung von 2010:
City:
- Washington (County Seat) – 4134 Einwohner

Towns:
- Rayle – 199 Einwohner
- Tignall – 546 Einwohner